# Приходько, Василий Тихонович
Василий Тихонович Приходько (1888 — 18 мая 1963, Сиэтл) — российский виолончелист, профессор.
Окончил Московскую консерваторию, ученик Альфреда фон Глена. В предреволюционные годы преподавал виолончель и, совместно с пианистом Павлом Виноградовым, камерный ансамбль в Томском губернском музыкальном училище. В 1918 г. преподавал в Нижегородской народной консерватории.
Затем участвовал в Белом движении, эмигрировал. В 1930-е гг. жил и работал в Харбине, играл в Харбинском симфоническом оркестре и в струнном квартете Владимира Трахтенберга. Затем обосновался на Филиппинах. В 1940-е гг. концертмейстер виолончелей Манильского симфонического оркестра, единственный европейский музыкант в составе коллектива, а также профессор виолончели и камерного ансамбля в Манильской музыкальной академии. В дальнейшем перебрался в Сиэтл, где также играл в оркестре.
Похоронен на Православном братском кладбище Святого Николая в Сиэтле.